# Alipiopsitta xanthops
Alipiopsitta xanthops е вид птица от семейство Папагалови (Psittacidae), единствен представител на род Alipiopsitta. Видът е почти застрашен от изчезване.

## Разпространение
Видът е разпространен в Боливия и Бразилия.